# Polyscias flynnii
Polyscias flynnii är en araliaväxtart som först beskrevs av Lowry och Kenneth Richard Wood, och fick sitt nu gällande namn av Lowry och G.M.Plunkett. Polyscias flynnii ingår i släktet Polyscias och familjen Araliaceae. Inga underarter finns listade.